# لیندیوه ماگوده
لیندیوه ماگوده (انگلیسی: Lindiwe Magwede؛ زادهٔ ۱ دسامبر ۱۹۹۱) یک دروازه‌بان فوتبال اهل زیمبابوه است.
وی که بازیکن تیم ملی فوتبال بانوان زیمبابوه است به نمایندگی از این کشور در رقابت‌های فوتبال بانوان در بازی‌های المپیک تابستانی ۲۰۱۶ حضور داشت.